# Petro Marko
Petro Marko (ur. 25 listopada 1913 we wsi Dhërmi (Okręg Himara), zm. 27 grudnia 1991 w Tiranie) – albański pisarz, publicysta i tłumacz.

## Życiorys
Pochodził z rodziny zalbanizowanych Arumunów, był synem kupca Marko i Zoicy. W roku 1932 ukończył szkołę handlową we Wlorze, a następnie pracował jako nauczyciel w Dhërmi i w Dhuvjanie. W tym czasie publikował swoje pierwsze utwory, z pomocą Ernesta Koliqiego. Przez krótki czas wydawał czasopismo literackie ABC, wkrótce zamknięte przez władze Albanii. W marcu 1934 otrzymał stypendium państwowe i wyjechał na studia do Paryża. Studia przerwał, aby wziąć udział w hiszpańskiej wojnie domowej, po stronie republikańskiej. Był żołnierzem batalionu Garibaldiego. W Madrycie wydał, wspólnie ze Skënderem Luarasim dwa numery czasopisma Vullnetari i lirisë (Ochotnik wolności), jedynego czasopisma w języku albańskim, wydawanego w tym czasie w Hiszpanii. W 1939 udało mu się przedostać do Francji, a stamtąd w 1940 powrócił do kraju. W tym samym roku został aresztowany przez włoskie władze okupacyjne i internowany na wyspie Ustica na Morzu Tyrreńskim. W 1943 został uwolniony i zamieszkał w Rzymie, gdzie współpracował z czasopismami Unita i Avanti. W październiku 1944 powrócił do Albanii i przyłączył się do ruchu oporu. W 1944 został aresztowany przez Niemców, ale udało mu się uciec z więzienia.
Przez kilka lat pełnił funkcję redaktora naczelnego gazety Bashkimi (Zjednoczenie). W 1947 aresztowany i osadzony w więzieniu w Tiranie. Po upadku Kociego Xoxe w roku 1948, Marko opuścił więzienie i podjął pracę nauczyciela w Tiranie. Po napisaniu w 1973 powieści Një emër në katër rrugë otrzymał zakaz publikowania kolejnych utworów. W roku 1991 należał do grona założycieli Republikańskiej Partii Albanii. W latach 90. tłumaczył poezję hiszpańskojęzyczną na język albański (Federico Garcia Lorca, Nicolás Guillén, Miquel Martí i Pol). Zmarł w grudniu 1991 w Tiranie i został pochowany na cmentarzu Sharre. Pięć powieści i tomik poezji Petro Marko, pozostawione w rękopisie zostały opracowane przez Loredana Bubaniego i wydane po śmierci autora.
Był żonaty (żona Safo Marko była malarką), miał dwoje dzieci: Aranitę i Jamarbera. Imię Petro Marko nosi teatr we Wlorze, ulica w północnej części Tirany i plac w Dhërmi. W 2002 otrzymał tytuł Honorowego Obywatela Wlory, a w 2003 prezydent Alfred Moisiu uhonorował Marko pośmiertnie Orderem Honor Narodu (alb. Nderi i Kombit). Z inicjatywy Biblioteki Narodowej Albanii, przy wsparciu ministerstwa kultury rok 2023 ogłoszono Rokiem Petro Marko (w 110 rocznicę urodzin). W Dhermi, obok domu, w którym mieszkał znajduje się popiersie pisarza.

## Twórczość

### Powieści
- 1958: Hasta la vista
- 1960: Qyteti i fundit (Ostatnie miasto)
- 1964: Rrugë pa rrugë
- 1968: Shpella e piratëve (Jaskinia piratów)
- 1989: Nata e Ustikës
- 1999: Griva
- 2000: Fantazma dhe plani "Tre plus katër"
- 2001: Çuka e shtegtarit
- 2001: Një natë e dy agime
- 2003: Stina e armëve
- Ara në mal
- Halimi

### Poezja
- 2001: Horizont
- 2004: Erë e det (Nase Labi)

### Eseje
- 2004: Ditën që rrojta unë... : gazetari dhe eseistikë